# うしかい座クシー星
うしかい座ξ星（うしかいざクシーせい、Xi Boötis, Xi Boo, ξ Boo）は、うしかい座の連星系。天球上では、うしかい座α星のアークトゥルスからへび座の方向に寄った位置で5等星として輝いている。主星Aは太陽と同じG型主系列星に、伴星Bはより暗いK型主系列星に分類される。

## 恒星
うしかい座ξ星は実視連星として知られ、恒星の相対的な位置の観測によって連星の軌道要素を決めることができる。軌道長半径は見かけの角度で4.922秒と測定されており、地球からうしかい座ξ星までの距離を22光年とすると33天文単位 (AU) の距離に換算できる。公転周期は152年で、離心率0.5の楕円軌道を描くため、2つの恒星は最大で16AUまで接近する。
恒星Aは、スペクトル型が太陽と同じG型に分類されるが、G型としては比較的低温のG8型で、質量は太陽の93%、光度は半分と見積もられている。自転周期が6.25日（太陽の1/4）と短く、活発な彩層を持ち、自転に伴って黒点が見え隠れすることで明るさが変化するりゅう座BY型変光星に分類される。また、カルシウムのスペクトルの変動から、3.9-5.5年と11年の2重の活動周期が発見されている。
恒星Bはより小型で低温のK型主系列星で、太陽と比べて質量は7割、光度は10分の1（恒星Aと比べると5分の1）に過ぎない。自転周期が短く彩層活動が活発など、恒星Aと共通した特性を持つ。

## 惑星系
1999年までに行われた視線速度の観測では、うしかい座ξ星ABの周りに質量の大きな太陽系外惑星は発見されなかった。これは低質量の惑星や軌道長半径の大きい惑星が存在する可能性を除外するものではないが、仮に1AUの軌道を周回する惑星が存在すればその質量は1.5木星質量以下、5AUなら3木星質量以下と考えられている。また、サブミリ波での観測によると、月質量の2.4倍のダストがうしかい座ξ星の周囲に存在する可能性がある。
地球外知的生命体探査 (SETI) の観測対象を決定するために作られた太陽系近傍の居住可能な恒星系の星表 (HabCat) では、うしかい座ξ星は変光を理由としてリストから除かれた。